# (38146) 1999 JK61
1999 JK61 (asteroide 38146) é um asteroide da cintura principal. Possui uma excentricidade de 0.14398120 e uma inclinação de 6.54991º.
Este asteroide foi descoberto no dia 10 de maio de 1999 por LINEAR em Socorro.